# Chodorów (gmina)
Chodorów – dawna gmina wiejska w powiecie bóbreckim województwa lwowskiego II Rzeczypospolitej. Siedzibą gminy było miasto Chodorów, które nie należało do gminy.
Gminę utworzono 1 sierpnia 1934 r. w ramach reformy na podstawie ustawy scaleniowej z dotychczasowych gmin wiejskich: Borodczyce, Czartoria, Kremerówka, Suchrów, Wierzbica, Wołczatycze, Zagóreczko, Zaleśce i Żyrawa.
W skład gminy wchodziło 9 gromad:
- Borodycze – obejmowała miejscowość Borodycze
- Czantorja – obejmowała miejscowości Czantorja, Sielsko, Zamczysko
- Kremerówka – obejmowała miejscowości Kremerówka, Brzuchów
- Suchrów – obejmowała miejscowości Suchrów, Anielówka
- Wierzbica – obejmowała miejscowość Wierzbica
- Wołczatyce – obejmowała miejscowości Wołczatyce, Pod Mogiłą
- Zagóreczko – obejmowała miejscowość Zagóreczko
- Zaleśce – obejmowała miejscowość Zaleśce
- Żyrawa – obejmowała miejscowość Żyrawa[4]

Pod okupacją część gminy włączono do nowej gminy Podniestrzany.
Po II wojnie światowej obszar gminy został odłączony od Polski i włączony do Ukraińskiej SRR.